# Народная война (теория)
Затяжная народная война (кит. трад. 人民戰爭, упр. 人民战争) — наука о стратегии ведения партизанской войны, разработанная Мао и затем развитая маоистскими партиями. 

## Теория
Мао Цзэдун назвал партизанскую войну самым эффективным средством сопротивления властям (диктаторским, колониальным или оккупационным) и выдвинул основную идею партизанской войны: «Враг наступает — мы отступаем, враг остановился — мы тревожим, враг отступает — мы преследуем». Мао создал теорию народной войны во время Гражданской войны и японо-китайской войны.

### Элементы и стадии народной войны
- Создание вооружённого крыла Коммунистической партии, а затем партизанской армии;
- Стратегическая оборона:
  - Захват партизанами власти в сельской местности;
  - Создание партизанских баз и революционных зон;
  - Проведение «новодемократической революции» в освобождённых партизанами зонах;
- Сосредоточение сил;
- Стратегическое наступление:
  - Окружение и взятие городов.

## История
- Гражданская война в Китае — народная война, ведомая Коммунистической партией Китая.
- Вооружённый конфликт в Перу — народная война, ведомая Коммунистической партией Перу (Сендеро Луминосо).
- Гражданская война в Непале — народная война, ведомая Коммунистической партией Непала (маоистской).
- Восстание наксалитов в Индии — народная война, ведомая Коммунистической партией Индии (маоистской).
- Восстание Новой народной армии на Филиппинах — народная война, ведомая Коммунистической партией Филиппин.
- Маоистские повстанцы ведут также вооружённую борьбу с правительством в Турции (Коммунистическая партия Турции/Марксистско-ленинская), Бутане (Коммунистическая партия Бутана (марксистско-ленинско-маоистская)) и Бангладеш.

## Отказ
В середине 1980-х годов НОАК отказалась от теории народной войны и обратилась к локальным конфликтам и современным военным технологиям. В 1988 году были созданы первые войска специального назначения Народно-освободительной армии Китая, придерживавшаяся новой доктрины.